# Виноваць
Виноваць (хорв. Vinovac) — населений пункт у Хорватії, у Сплітсько-Далматинській жупанії у складі громади Марина.

## Населення
Населення за даними перепису 2011 року становило 75 осіб.
Динаміка чисельності населення поселення:

## Клімат
Середня річна температура становить 13,94 °C, середня максимальна – 27,70 °C, а середня мінімальна – 1,01 °C. Середня річна кількість опадів – 758 мм.
| Клімат поселення                              | Клімат поселення | Клімат поселення | Клімат поселення | Клімат поселення | Клімат поселення | Клімат поселення | Клімат поселення | Клімат поселення | Клімат поселення | Клімат поселення | Клімат поселення | Клімат поселення | Клімат поселення |
| Показник                                      | Січ.             | Лют.             | Бер.             | Квіт.            | Трав.            | Черв.            | Лип.             | Серп.            | Вер.             | Жовт.            | Лист.            | Груд.            |                  |
| Середній максимум, °C                         | 9,77             | 9,98             | 12,76            | 16,38            | 21,52            | 25,33            | 27,70            | 27,45            | 22,86            | 18,41            | 13,06            | 10,15            |                  |
| Середня температура, °C                       | 5,38             | 5,60             | 8,38             | 12,00            | 17,14            | 20,95            | 24,08            | 23,82            | 19,22            | 14,78            | 9,42             | 6,52             |                  |
| Середній мінімум, °C                          | 1,01             | 1,22             | 4,00             | 7,62             | 12,76            | 16,58            | 20,45            | 20,18            | 15,61            | 11,14            | 5,81             | 2,90             |                  |
| Норма опадів, мм                              | 67               | 58               | 63               | 66               | 53               | 50               | 29               | 44               | 71               | 80               | 96               | 81               |                  |
| Середньомісячна швидкість вітру, м/с          | 2.97             | 3.15             | 3.23             | 3.09             | 2.72             | 2.45             | 2.47             | 2.34             | 2.62             | 2.76             | 3.31             | 3.27             |                  |
| Середньомісячна сонячна радіація, кДж/м²·день | 5491             | 8247             | 11967            | 16510            | 20412            | 23048            | 24597            | 21586            | 16113            | 10494            | 5912             | 4645             |                  |
| --------------------------------------------- | ---------------- | ---------------- | ---------------- | ---------------- | ---------------- | ---------------- | ---------------- | ---------------- | ---------------- | ---------------- | ---------------- | ---------------- | ---------------- |
| Джерело:                                      |                  |                  |                  |                  |                  |                  |                  |                  |                  |                  |                  |                  |                  |